# Lagonda 2.6-Litre
Lagonda 2.6-Litre — автомобіль класу люкс компанії Lagonda. Це перший автомобіль Lagonda, випущений після придбання компанії Девідом Брауном в 1947 році. Новий автомобіль відрізнявся від довоєнних автомобілів Lagonda більш легким і витонченим кузовом. На ньому був встановлений 6-циліндровий лінійний двигун з карбюратором об'ємом в 2.6 л (2580 мм3, 105 к.с.), спроєктований Уолтером Оуеном Бентлі, директором компанії Bentley Motors. Такий же двигун був пізніше поставлений на Aston Martin DB2 (1950).

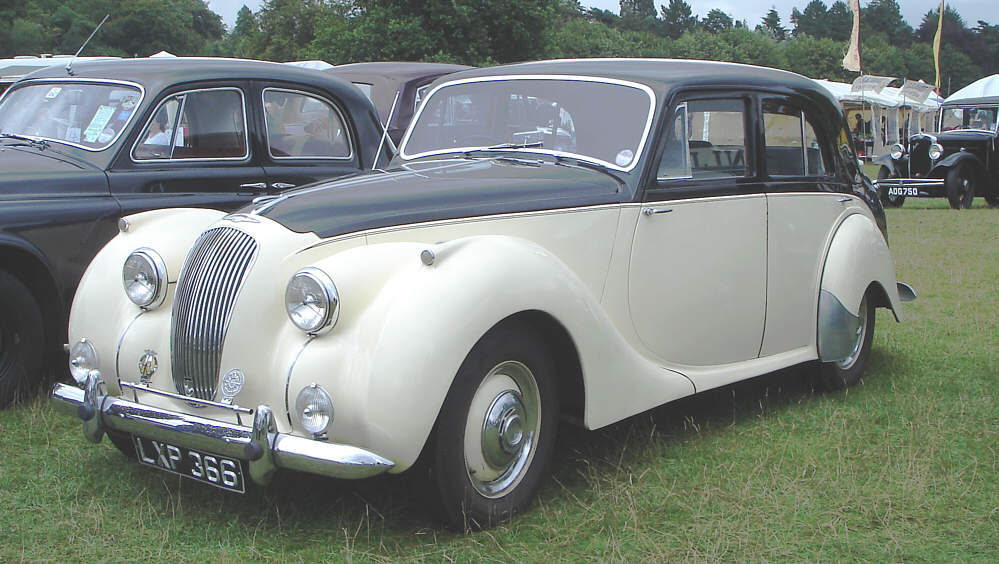

2.6-Litre був доступний з двома видами кузова — чотиридверний седан і дводверний чотиримісний кабріолет. Кузови кабріолета виготовлялися фірмою Tickford. Автомобіль мав незалежну підвіску, при цьому передня підвіска була пружинною, а задня являти собою вісь de Dion.
Виробництво автомобіля було завершено в 1953 році, коли він був замінений більш потужним Lagonda 3-Litre. Всього було зроблено 510 автомобілів.
У 1949 році журнал The Motor протестував кабріолет 2.6-Litre та опублікував результати. Максимальна швидкість, яку вдалося розвинути при тестуванні, становила 145,2 км/год, розгін до 60 миль — 17.6 секунд.